# Андрусово (Смоленская область)
Андру́сово — деревня в Смоленской области России, в Монастырщинском районе. Расположена в западной части области в 20 км к западу от Монастырщины, на правом берегу реки Городня. Население — 19 жителей (2007 год). Входит в состав Татарского сельского поселения.

## История
30 января (9 февраля) 1667 года в деревне было заключено Андрусовское перемирие, положившее конец войне между Россией и Речью Посполитой, длившейся 13 лет.